# Martin Schleich
Martin Schleich (født 12. februar 1827 i München, død 13. oktober 1881 sammesteds) var en tysk forfatter.
Han studerede filologi i sin fødeby, blev journalist og udgav i årene 1848—71 vittighedsbladet Münchener Punsch. En kort tid var han også virksom som politiker og medlem af landdagen.
Han har skrevet en række lystspil, af hvilke navnlig Der Bürgermeister von Füssen, Die Haushälterin og Ansässig er prægede af et livfuldt lune.
Efter Schleichs død bearbejdede og udgav M.G. Conrad hans efterladte roman Der Einsiedler (1886), Gesammelte Lustspiele und Volksstücke (2 bind, 1862), Neue Lustspiele und Volksstücke (1874).